# برانيسلاف أتاناكوفيتش
برانيسلاف أتاناكوفيتش هو لاعب كرة قدم صربي في مركز الدفاع، ولد في 5 أغسطس 1983 في بلغراد في صربيا. لعب مع نادي بارتيزان ونادي داسيا كيشيناو.

## وصلات خارجية
- برانيسلاف أتاناكوفيتش على موقع قاعدة بيانات كرة القدم.إي يو (الإنجليزية)
- برانيسلاف أتاناكوفيتش على موقع Soccerway.com (الإنجليزية)